# 풀잎처럼 눕다
"풀잎처럼 눕다"는 1983년에 개봉한 대한민국의 영화이다.

## 캐스팅
- 안성기 : 문도엽 역
- 진유영
- 박선희
- 김기주
- 진봉진
- 박암
- 이예성
- 나갑성
- 신찬일
- 최재호
- 신동욱
- 안진수
- 최형근
- 신영선
- 유경애
- 전현숙
- 이금희
- 이경자
- 김말숙
- 서영탁
- 이성기
- 김시근